# Рой Якобсен
Рой Якобсен (на норвежки: Roy Jacobsen) е норвежки писател на произведения в жанра трилър, биография, криминален и исторически роман.

## Биография и творчество
Рой Якобсен е роден на 26 декември 1954 г. в Осло, Норвегия. Израства в предградието на Осло Арвол в долината Гроруд. Става член на местна младежка банда, 16-годишен е арестуван и получава условна присъда от 6 месеца. След завършване на средното си образование работи различни видове професии. През 1979 г. се жени за Анелизе Пиц. В периода 1979 – 1986 г. живее със семейството на майка си в община Дьона в Норлан. От 1990 г. изцяло се посвещава на писателската си кариера.
През 1982 г. е издадена първата му книга, сборника с разкази „Fangeliv“ (Живот в затвора). Тя получава добър прием от критиката и получава награда за литературен дебют „Таряй Весос“. Следват романите му „Победителите“, „Новата вода“, „Граници“, „Вледенен“, „Опожареният град на чудесата“, „Гняв“ и „Детето чудо“.
Удостоен е с повечето литературни награди на Норвегия – наградата на критиците, наградата на книжарите, наградата „Гюлдендал“ и др., и е номиниран за други престижни награди, като Литературната награда на Северния съвет, „Букър“, и др. Книгите му са преведени на повече от 30 езика по света.
Участва като сценарист на филма „Изгревът на Валхала“ от 2009 г.
Член е на Норвежкия съвет за радио и телевизия и на Норвежката академия за езици и литература.
Рой Якобсен живее със семейството си в Осло.

## Произведения

### Самостоятелни романи
- Hjertetrøbbel (1984)
- Tommy (1985)
- Det nye vannet (1987)
Новата вода, изд.: ИК „Персей“, София (2006), прев. Ангелина Димитрова
- Virgo (1988)
- Seierherrene (1991) – награда на книжарите
- Fata Morgana (1992)
- Ismael (1998)
- Grenser (1999)
- Frost (2003)
Вледенен, изд.: ИК „Персей“, София (2008), прев. Ангелина Димитрова
- Hoggerne (2005) – награда „Гюлдендал“
Опожареният град на чудесата, изд. „Авиана“ Бургас (2018), прев. Стефка Кожухарова
- Marions slør (2007)
- Vidunderbarn (2009) – награда на книжарите
Детето чудо, изд.: ИК „Персей“, София (2011), прев. Неда Димова

### Серия „Ингрид Барой“ (Ingrid Barrøy)
1. De Usynlige (2013)
Невидимите, изд. „Авиана“ Бургас (2017), прев. Мария Николова
2. Hvitt hav (2015)
3. Rigels øyne (2017)

### Сборници
- Fangeliv (1982)
- Det kan komme noen (1989) – награда на критиката
- Den høyre armen (1994)
- Fugler og soldater (2001)
- Det nye vinduet (2002)

### Документалистика
- Trygve Bratteli (1995) – биография на Трюгве Братели, политик и министър-председател

### Детска литература
- Ursula (1990)

### Екранизации
- 2005 Ved kongens bord – ТВ минисериал, 6 епизода
- 2009 Valhalla Rising